# Lockne församling
Lockne församling är en församling i Södra Jämtland-Härjedalens kontrakt i Härnösands stift. Församlingen ingår i Sydöstra Jämtlands pastorat och ligger i Östersunds kommun i Jämtlands län.

## Administrativ historik
Församlingen har medeltida ursprung. 
Församlingen var tidigt eget pastorat för att därefter åtminstone från 1500-talet vara annexförsamling i pastoratet Brunflo, Marieby och Lockne som från 1589 till 1864 omfattade Näs församling och mellan 1820 och 1 maj 1913 Östersunds församling. Från en tidpunkt senast 1998 ingick åter Näs församling i pastoratet. 1 januari 2022 utökades och namnändrades pastoratet till Sydöstra Jämtlands pastorat.

## Kyrkor
- Lockne kyrka